# Зорино (Калининградская область)
Зорино (до 1946 года Поппендорф, нем. Poppendorf) — посёлок в Гвардейском городском округе Калининградской области. Входит в состав Зоринского сельского поселения.

## Население
| 2002 | 2010 |
| ---- | ---- |
| 522  | ↘416 |

## История
23 января 1945 года Поппендорф был взят воинами 5-й гвардейской стрелковой дивизии под командованием генерал-майора Г. Б. Петерса.
В 1946 году Поппендорф был переименован в посёлок Зорино.